# Кневичи (Приморский край)
Кне́вичи — село, входящее в состав Артёмовского городского округа Приморского края. Население по переписи 2002 года составило 4717 человек, из которых 49,4 % мужчин и 50,6 % женщин. Близ села находится аэропорт «Владивосток» и его аэродром «Кневичи».
Село Кневичи — спутник города Артём.

## История
Основано село в 1896 году.
В 1896 году, приехали из Кролевецкого уезда Черниговской губернии (из с. Чеплеевки Чеплеевской волости Кролевецкого уезда—1 семья (3 мужчин и 3 женщины) и из с. Лучники Чеплеевской волоста Кролевецкого уезда — 1 семья (3 мужчин и 2 женщины) что в сумме дало 11 человек (6 мужчин и 5 женщин)
К 25 ноября 1897 численность деревни Кневичи составляло 30 жителей, 5 семей, (16 мужчин и 14 женщин)
К 1 января 1899 года в Кневичах числилось 294 жителя, 66 семей в составе 137 мужчин и 157 женщин
Первая школа открылась на территории Артёмовского округа в Кневичах, ещё в 1903 году, когда молодой педагог Степан Козюбенко учил детей грамоте в простой деревянной хате.
К 1 января 1915 года состав населения: 545 мужчин, 508 женщин, обоего пола: 1053 жителя, число дворов составляло 107.

## Население
| 1896  | 1897  | 1899  | 1900 | 1912 | 1915  | 1926  |
| ----- | ----- | ----- | ---- | ---- | ----- | ----- |
| 11    | ↗30   | ↗294  | ↗479 | ↗711 | ↗1008 | ↗1125 |
| 2002  | 2010  | 2021  |      |      |       |       |
| ↗4717 | ↗4845 | ↘4776 |      |      |       |       |

Перепись 2010 года выявила тенденцию к увеличению населения села, в ходе переписи было учтено 4845 жителей села, из них 49,8 % мужчин и 50,2 % женщин. Наблюдается рост доли мужчин и уменьшение доли женщин в общем населении села.

## Предприятия
Открытое акционерное общество "322 Авиационный ремонтный завод" является ведущим предприятием по ремонту самолётов и вертолётов государственной и гражданской авиации в Дальневосточном регионе.

## Памятники
- «Памяти павших в 1919 году» за освобождение Дальнего Востока от белогвардейцев. Памятник установлен за посёлком Кневичи, недалеко от аэродрома.